# الناصرة (المخادر)

تعديل مصدري - تعديل

الناصرة هي إحدى قرى عزلة السحول بمديرية المخادر التابعة لمحافظة إب، بلغ تعداد سكانها 718 نسمة حسب تعداد اليمن لعام 2004.